# Леда и лебедь (Леонардо да Винчи)

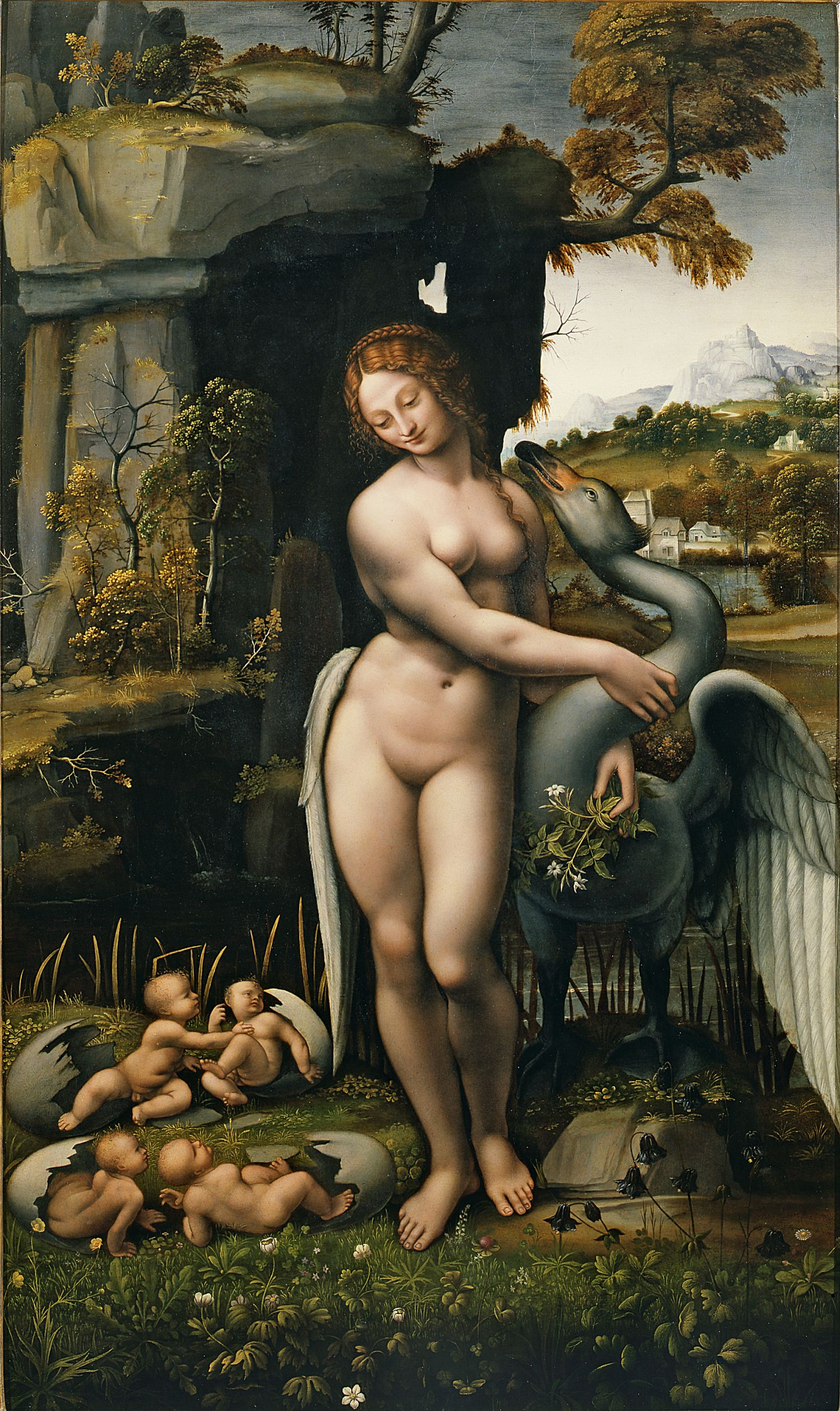
Франческо Мельци. Леда. По картине Леонардо да Винчи. 1508-1515. Холст, масло. Уффици, Флоренция

Леда и лебедь — ныне утраченная картина Леонардо да Винчи на популярный мифологический сюжет, известная по предварительным наброскам, копиям и репликам других художников и упоминаниям в исторических документах. Оригинал картины был написан маслом по дереву в период 1510—1515 годов.   

## Предварительные наброски
Судя по всему, замысел картины на сюжет легенды о Леде зародился у художника еще в начале 1500-x. Первые наброски к будущему полотну относятся к 1504 году, однако композиционно они заметно отличаются от окончательного варианта. Рисунки пером, хранящиеся в Музее Бойманса — ван Бёнингена и Чатсуорт-хаусе, изображают полуопустившуюся на колени Леду с лебедем среди густой травы; на одном из них она ласкает голову птицы, на другом лебедь, приобняв возлюбленную крылом, «целует» её в ухо. На листе, хранящемся в Виндзорском замке, рядом с крупным наброском коня намечено два небольших рисунка к «Леде»: здесь она изображена уже сидящей на земле, на одном из набросков рядом с ней виднеется фигурка ребенка. Наиболее известны наброски головы Леды, в частности, хранящиеся в Виндзорском замке рисунки 1505 и 1506 года. Иногда в качестве наброска к «Леде» называют известную «Голову девушки» из Национальной галереи Пармы.

## Судьба картины
Окончательный вариант картины был создан около 1510 года (по иным данным около 1508 года). Судя по дошедшим до нас копиям, здесь Леда была изображена стоящей в полный рост; руками она обнимала шею лебедя, но взгляд её был устремлен на детей, только что вылупившихся из огромных яиц и теперь играющих в траве. Дальнейшая её история неясна. По сообщению Ломаццо, картина была вывезена во Францию. Последнее упоминание о ней принадлежит Кассиано даль Поццо, видевшему «Леду» во дворце Фонтенбло, и относится к 1625 году:
Полностью обнаженная фигура стоящей в полный рост Леды с лебедем. У её ног — два яйца, из разбитой скорлупы которых являются четыре младенца. Эта работа, хотя и суховата по стилю, выполнена весьма изысканно, в особенности груди Леды; кроме того, пейзаж и растительность также изображены с огромной тщательностью. К несчастью, картина в плохом состоянии, так как панели, на которых она написана, разошлись, и значительная часть краски сошла.
Историки предполагают, что впоследствии картина была уничтожена, однако когда точно это произошло — неизвестно. Уже в конце следующего, XVIII столетия драматург Карло Гольдони, посетивший Версаль в 1775, замечал, что от «Леды» словно не осталось и следа. В своих дневниках он отмечает, что ему не удалось найти упоминания «Леды» даже в списках картин, уничтоженных по приказу маркизы де Ментенон за «непристойность».

## Копии
В наше время «Леда» известна в основном по копиям и репликам других художников. Одной из наиболее ранних стал рисунок Рафаэля, сделанный около 1506 года, вероятно, по предварительным эскизам Леонардо. В качестве первой живописной копии иногда называют картину из галереи Уффици, приписываемую Франческо Мельци (ок. 1515). От других ранних копий «Леды» (Чезаре да Сесто, 1515 — 1520; Содома (предположительно), ок. 1515) она отличается фоном: у Содомы и да Сесто Леда изображена на фоне светлого вечернего неба, Мельци же размещает персонажей перед массивной скалой. Особо выделяется среди копий «Леды» работа Джампетрино (ок. 1520), ранее приписывавшаяся самому Леонардо: на его картине лебедь отсутствует, Леда изображена опустившейся на одно колено и придерживающей ребенка, вокруг в траве сидят остальные её дети. Композиционно эта работа имеет мало общего с копиями других леонардесков, но зато очевидно близка наброскам середины 1500-x. В то же время, на другой картине Джампетрино («Венера и купидон») фигура Венеры, её поза и выражение лица фактически дословно повторяют позу и выражение лица Леды с утраченной картины. Несколько вариантов леонардовской композиции, в том числе и копию рисунка Леонардо создал Дж. Б. Палумба.

## Галерея

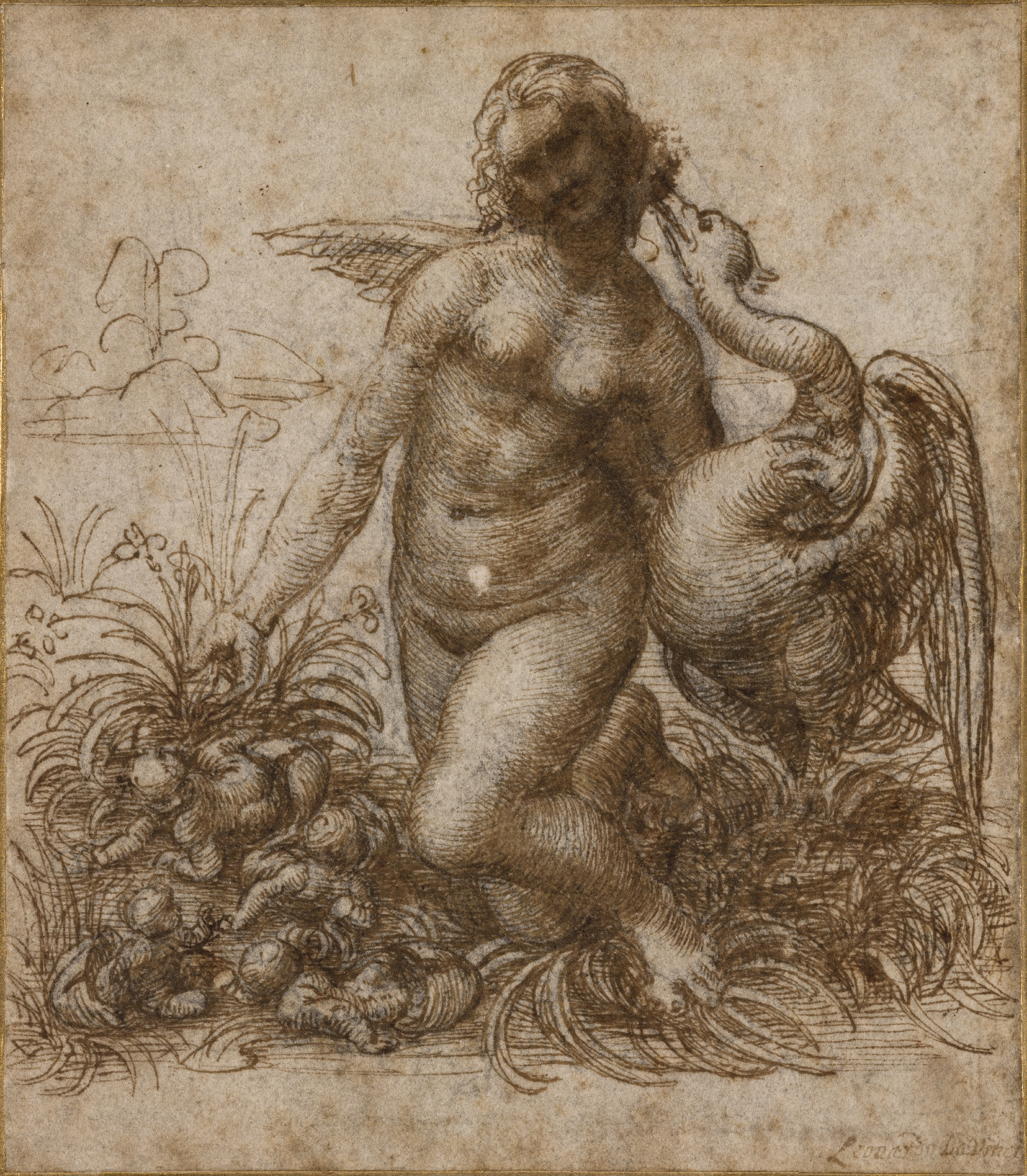
Набросок коленопреклоненной Леды. Ок. 1505. Бумага, перо, коричневые чернила. Чатсуорт-хаус, Дербишир, Англия
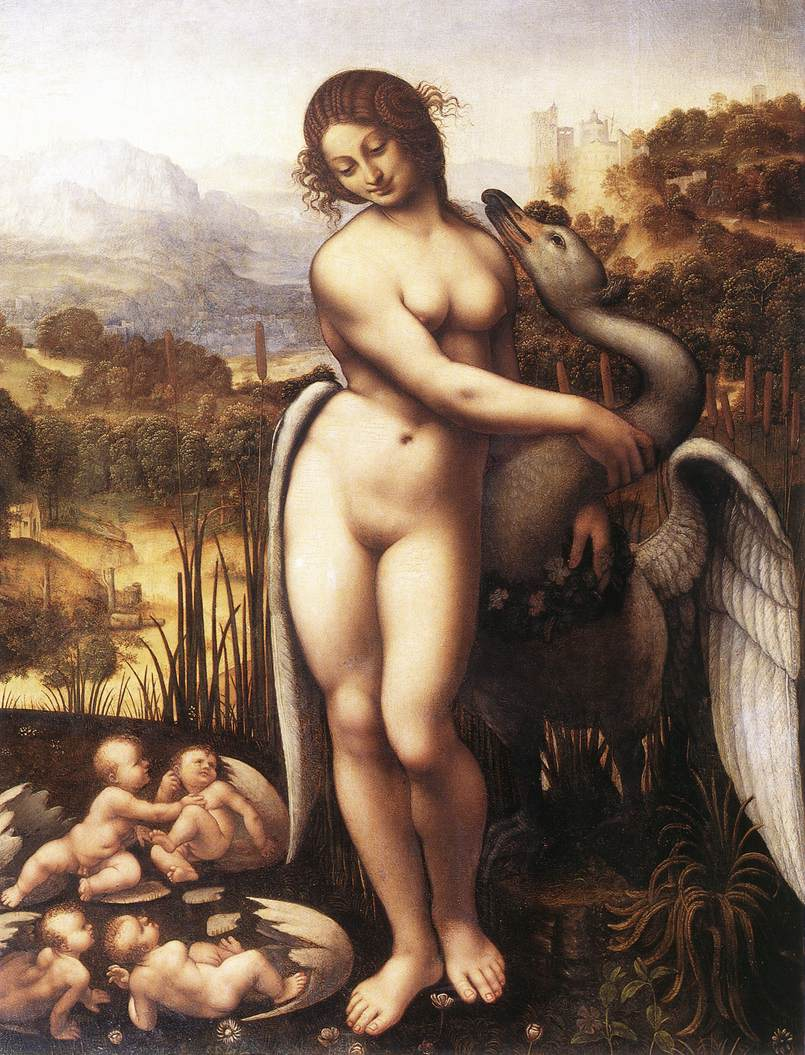
Копия Чезаре да Сесто. 1515 — 1520. Дерево, темпера. Уилтон-хаус, Дербишир, Англия
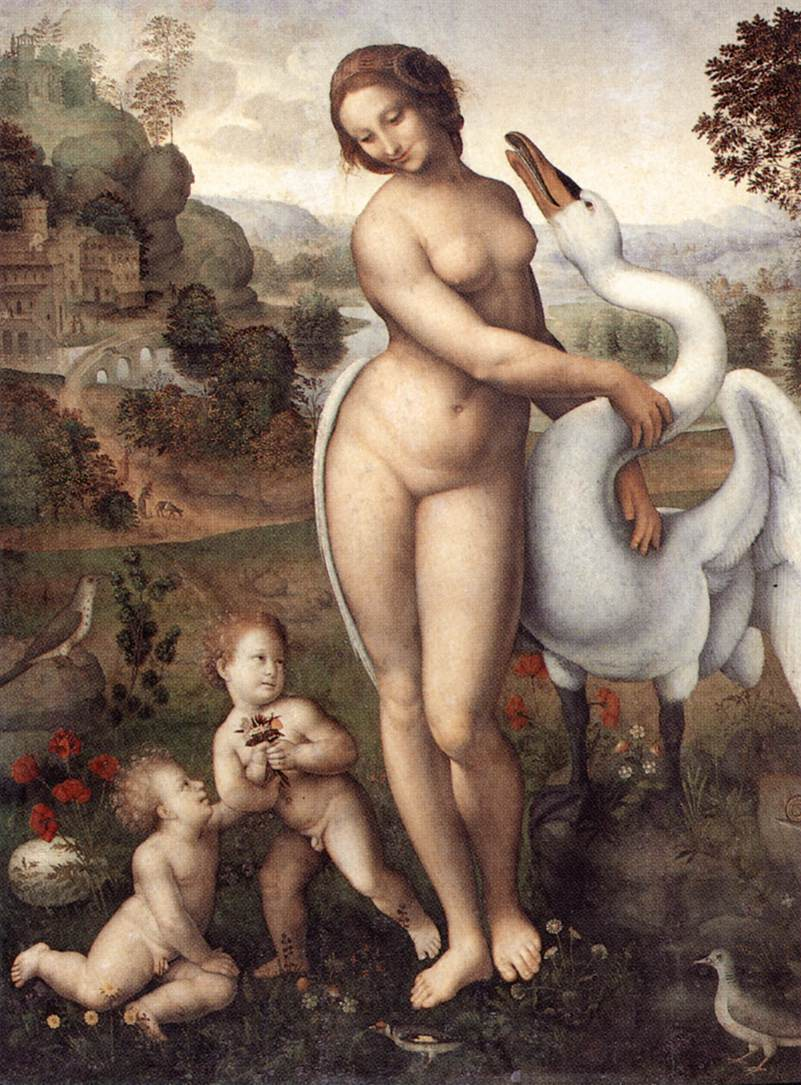
Автор неизвестен[3]. Ок. 1510—1520. Холст, масло. Галерея Боргезе, Рим
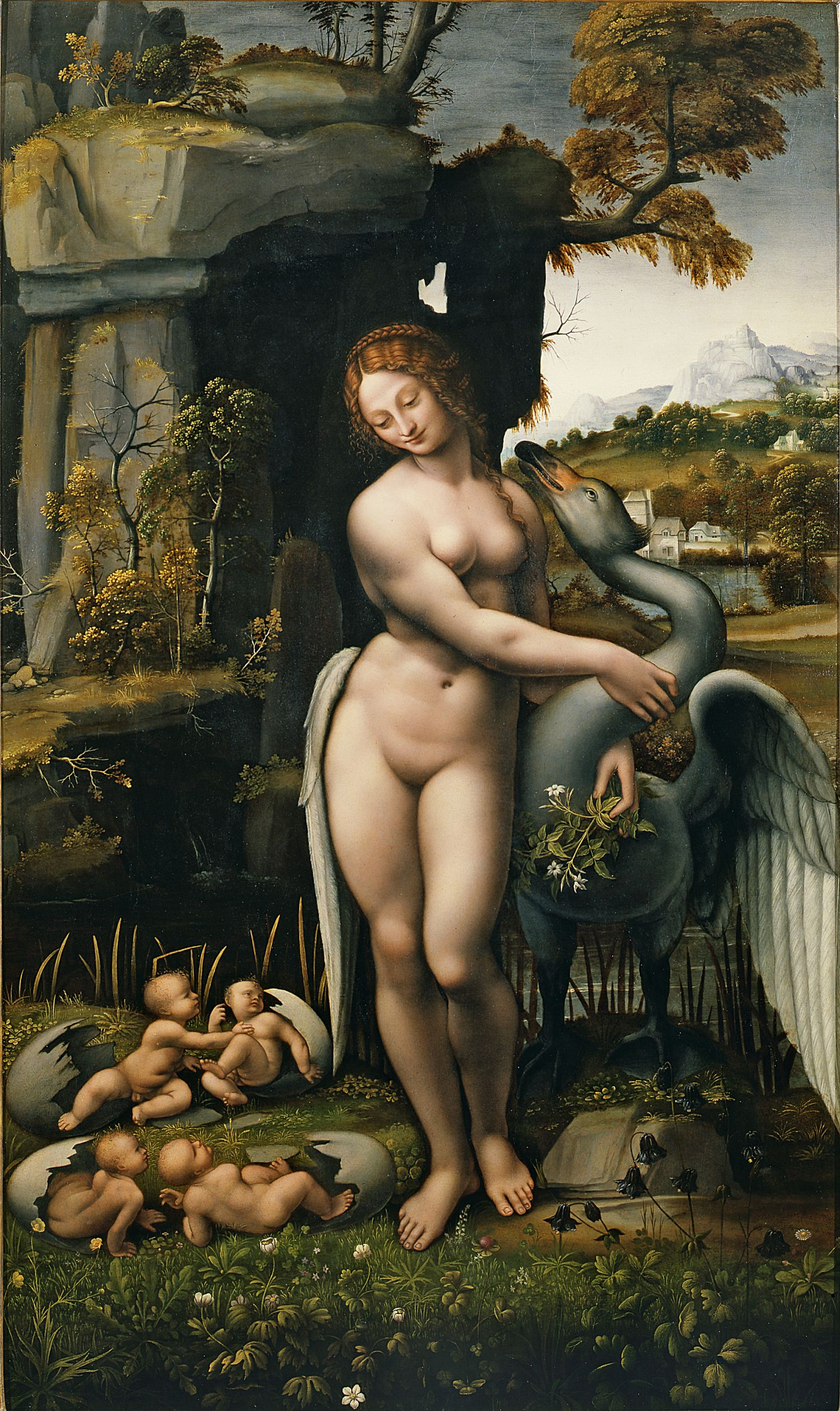
Копия, приписываемая Франческо Мельци. Ок. 1515. Уффици, Флоренция
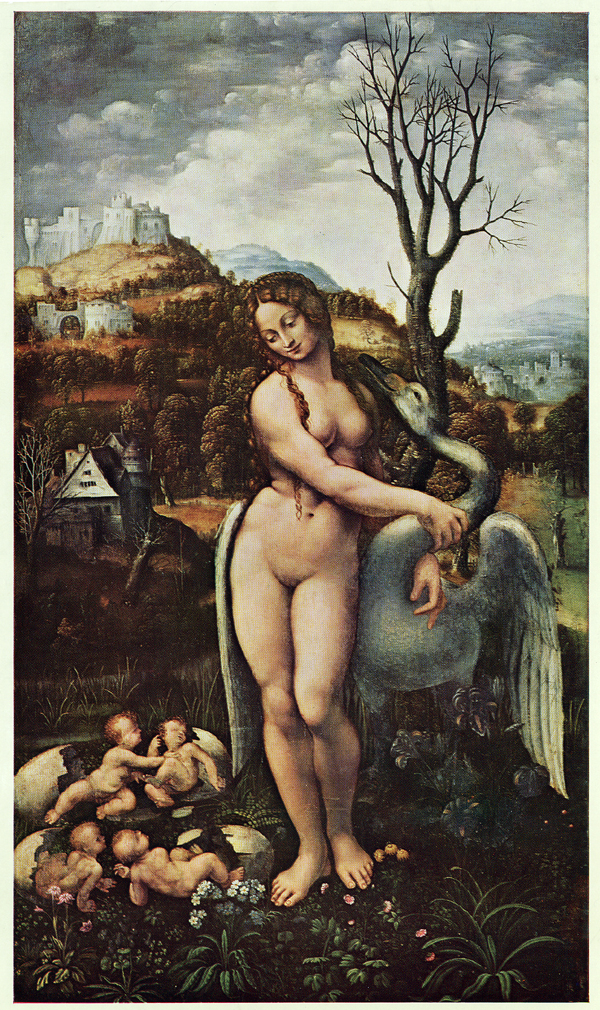
Неизвестный "леонардеск". Леда. 1520-е. Дерево, масло. Художественный музей Филадельфии, США
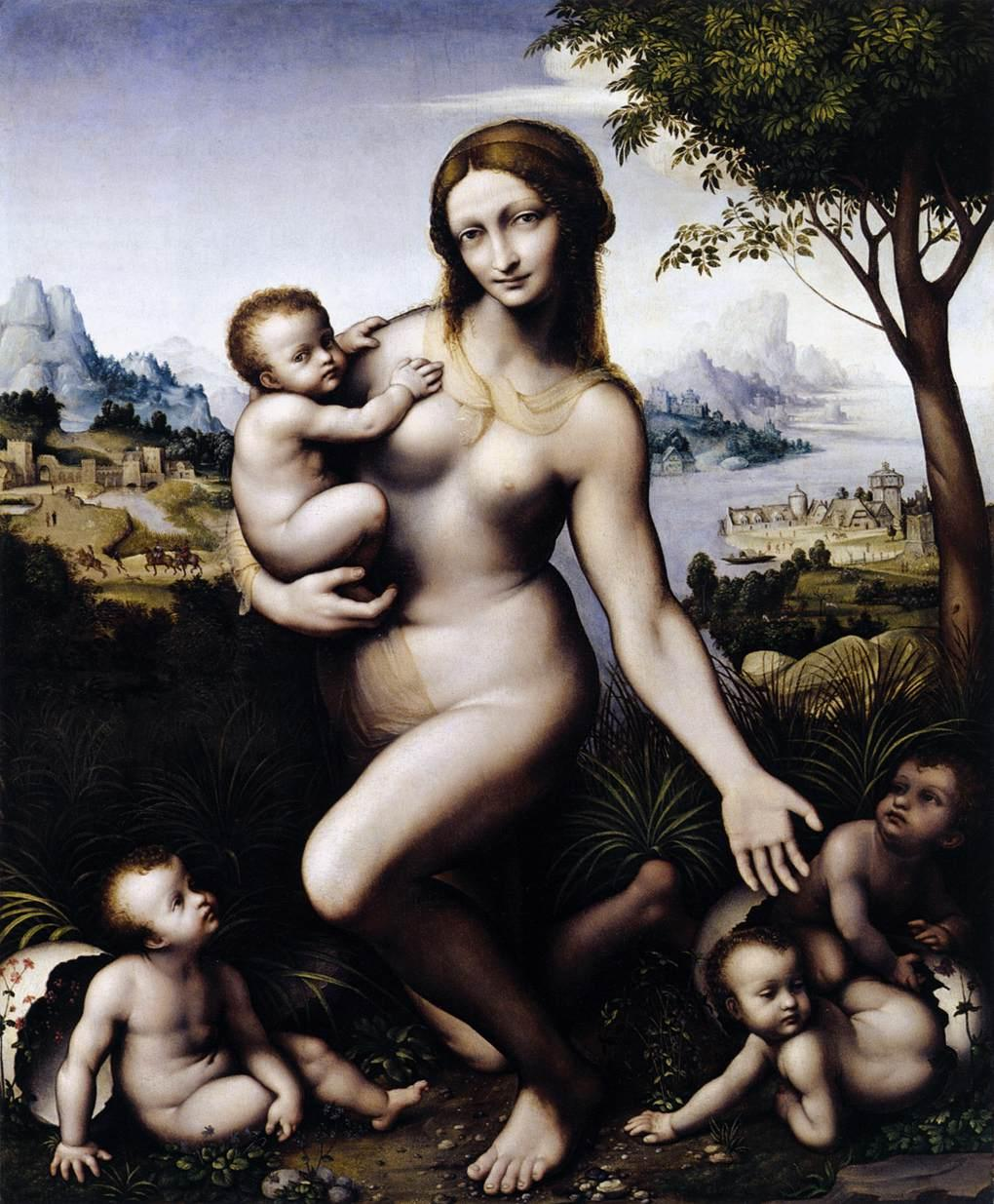
Джампетрино. Леда и её дети. Ок. 1520. Дерево, масло. Музейный комплекс Гессен-Кассель, Германия
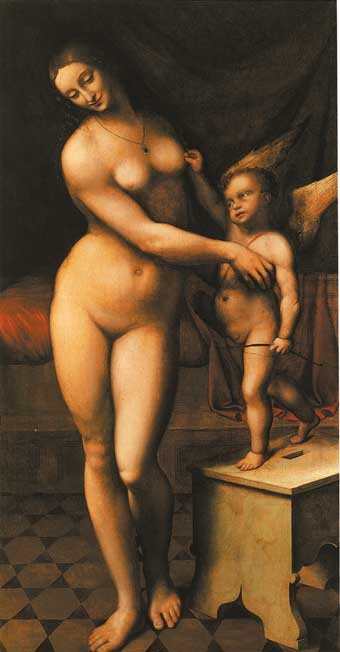
Джампетрино. Венера и Купидон. Между 1510 и 1520. Дерево, масло. Частная коллекция, Милан